# 屈尔河畔武特奈
屈爾河畔武特奈（法語：Voutenay-sur-Cure，法語發音：[vutnɛ syʁ kyʁ]）是法国勃艮第-弗朗什-孔泰大区约讷省的一个市镇，位于该省南部偏东，属于阿瓦隆区。

## 地理
屈尔河畔武特奈（47°33'43"N, 3°47'5"E）面积10.04 平方千米，位于法国勃艮第-弗朗什-孔泰大區约讷省，该省份为法国中北部内陆省份，西接卢瓦雷省，西北接塞纳-马恩省，南至涅夫勒省，东临科多尔省，东北与奥布省接壤。
与屈尔河畔武特奈接壤的市镇（或旧市镇、城区）包括：普雷西勒塞克、布拉奈、日罗勒、圣莫雷、塞尔米泽勒。

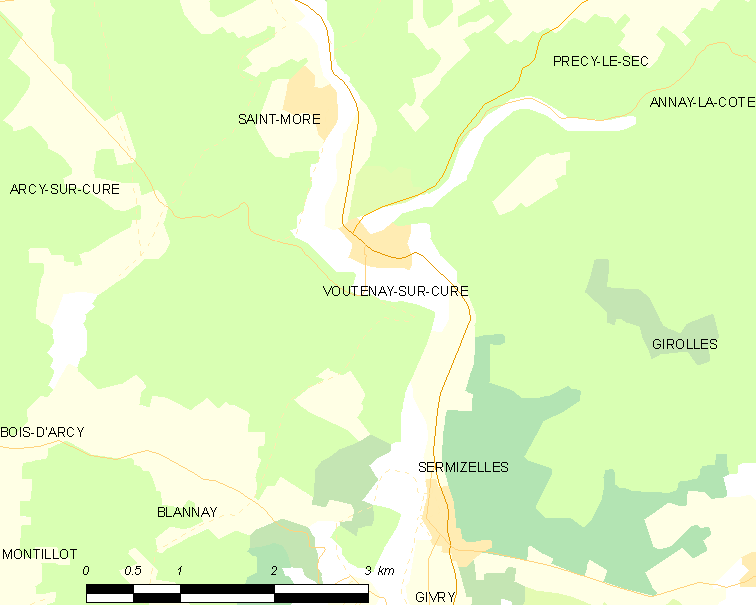
屈尔河畔武特奈的OSM定位图

屈尔河畔武特奈的时区为UTC+01:00、UTC+02:00（夏令时）。

## 行政
屈尔河畔武特奈的邮政编码为89270，INSEE市镇编码为89485。

## 政治
屈尔河畔武特奈所属的省级选区为茹拉维尔县。

## 人口

1962-2008年间屈尔河畔武特奈人口变化图示

屈尔河畔武特奈于2022年1月1日时的人口数量为209人。